# Куквин (заповідне урочище)
Ку́квин — заповідне урочище в Україні. Розташоване в межах Пирятинського району Полтавської області, між селами Високе і Дейманівка.
Площа 562,2 га. Статус надано згідно з рішенням облвиконкому № 671 від 28.12.1982 року і рішенням облради від 06.09.2007 року. Перебуває у віданні ДП «Пирятинський лісгосп» (Пирятинське л-во, кв. 47-51) — 391 га і Харковецька сільська рада — 171,2 га.
Статус надано для збереження частини лісового масиву на лівобережжі річки Удай.
Заповідне урочище «Куквин» входить до складу національного природного парку «Пирятинський».

## Галерея

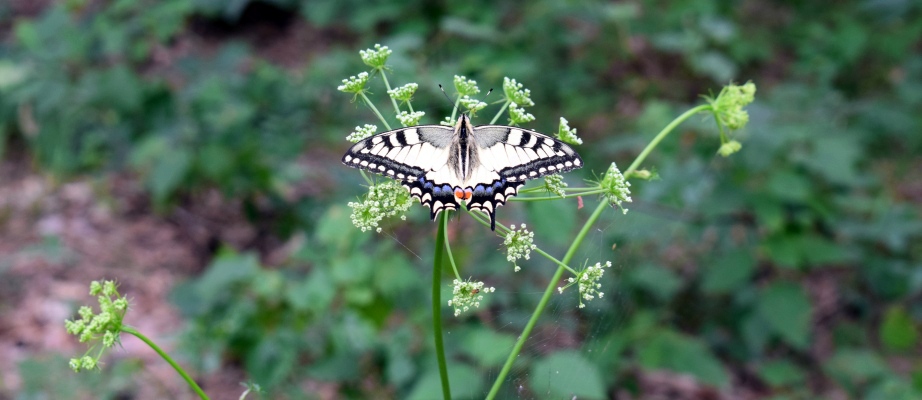
Подалірій у заповідному урочищі Куквин
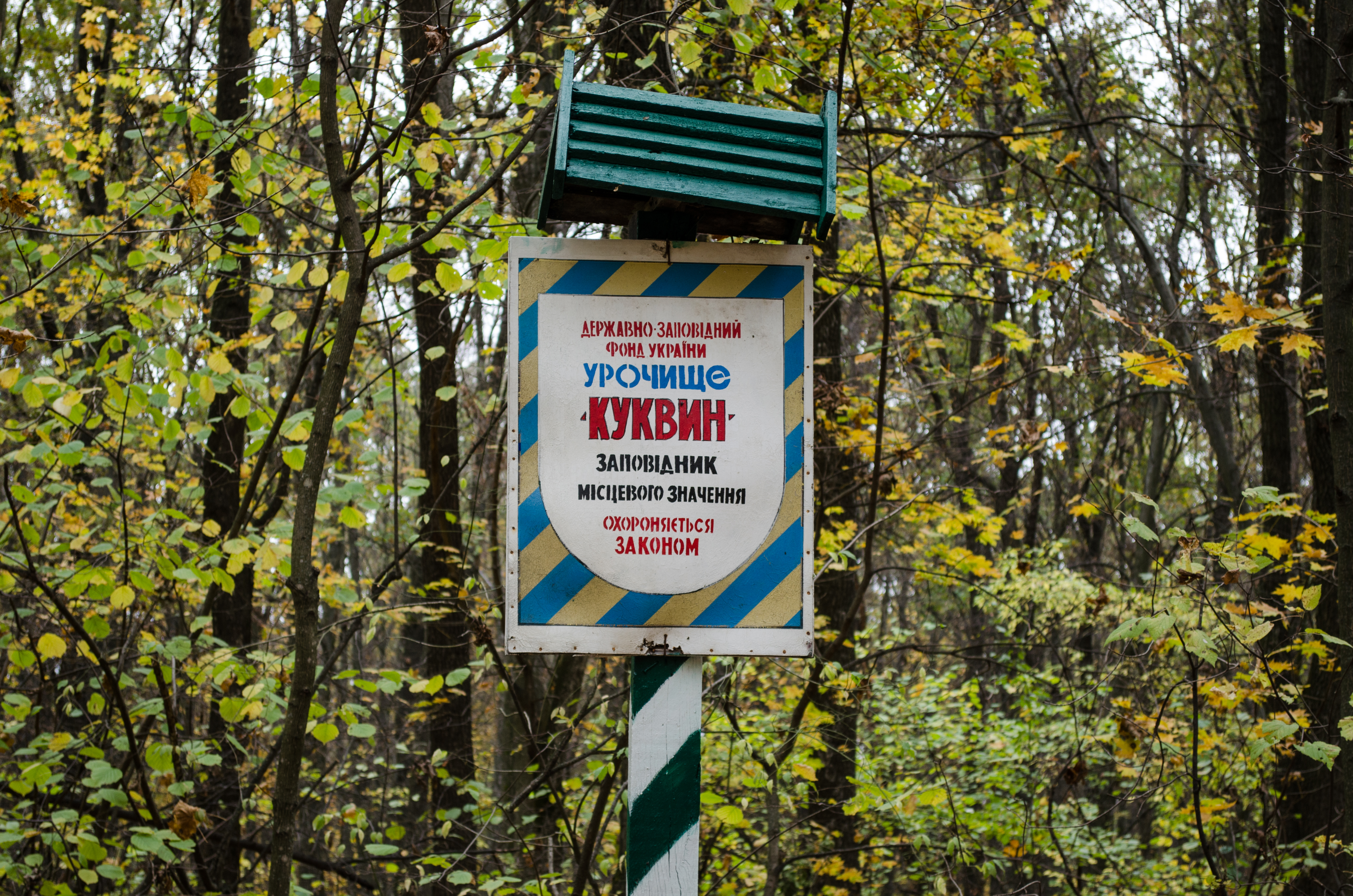
Охоронна табличка